# Paradinonemertes macrostomum
Paradinonemertes macrostomum är en djurart som tillhör fylumet slemmaskar, och som beskrevs av Ernest F. Coe 1954. Paradinonemertes macrostomum ingår i släktet Paradinonemertes och familjen Dinonemertidae. Inga underarter finns listade i Catalogue of Life.